# جينو فيشنر
جينو فيشنر (بالألمانية: Gino Fechner)‏ (5 سبتمبر 1997 ببوخوم في ألمانيا - ) هو لاعب كرة قدم ألماني في مركز الوسط. لعب مع نادي بوخوم.

## روابط خارجية
- جينو فيشنر على موقع قاعدة بيانات كرة القدم.إي يو (الإنجليزية)
- جينو فيشنر على موقع بيانات كرة القدم. دي إي (الألمانية)
- جينو فيشنر على موقع Soccerway.com (الإنجليزية)
- جينو فيشنر على موقع عالم كرة القدم.نت (الإنجليزية)